# 特维鸟属
特维鸟属（学名：Teviornis）是普瑞斯比鸟科已灭绝的一个属，生存于大约7000万年前的马斯特里赫特期，仅有戈壁特维鸟（T. gobiensis）一个种被描述。该属和维加鸟一样是已知最古老的今颚类，化石收集于蒙古耐梅盖特组。

## 发现与命名
化石收集于蒙古南戈壁省西北角的格日勒察夫（Guriliin Tsav）地区。正模标本由一条被压碎的不完整右前肢组成，包括一块近乎完整的右腕掌骨、两节指骨、腕部桡骨和尺骨及一块右肱骨远端碎片。这些化石的编号被多次列为PIN 4499-1，但在正式列出正模标本的第3页上又写作PIN 44991-1，推测为印刷错误。
属名致敬发现标本的俄罗斯古生物学家维克多·捷列先科（Victor Tereschenko），种名取自发现化石的戈壁沙漠。化石现收藏于莫斯科的俄罗斯科学院古生物学研究所。

## 分类
特维鸟于2002年被库罗奇金、戴克和卡卢描述为普瑞斯比鸟科成员。这是一群已灭绝的长腿雁形目水鸟，在晚白垩世及古近纪期间相当繁盛。若特维鸟确实属于该科，再连同来自南极洲的维加鸟，则表明现代水鸟的近亲在中生代末期已分布甚广且高度衍生。
克拉克和诺瑞尔于2004年重新研究标本并得出的结论：库罗奇金等人将特维鸟归入雁形目所依据的某些特征，如第三掌骨不弯曲，实际上是对鸟翼类较为原始的近始型特征，亦留存于某些扇尾类成员身上。两人还发现，库罗奇金等人所依据的其它特征，存在范围同样比他们先前假设的更广，或存在范围研究不够充分。此外未在PIN 4499-1中发现鸟纲（按雅克·高蒂尔的定义）、今颚类或鸡雁小纲的共有衍征，故特维鸟无法确认属于普瑞斯比鸟科。
2016年，德·皮耶特里等人重新研究特维鸟正模标本，并根据腕骨滑车（驱动翅膀伸展和屈曲的骨质关节突）、狭长的肌腱沟及掌骨骨性结合等特征，确认了该分类单元普瑞斯比鸟科成员的身份。正模标本的某些形态特征，包括关节面尺寸及前后向狭长的窝，亦在拟石鸻、池栖鸟等其它普瑞斯比鸟科身上发现。不弯曲的腕掌骨也证实其作为冠群外的雁形目的身份。2019年的一项研究亦支持普瑞斯比鸟科为雁形目干群。2020年描述了阿尔及利亚发现的一件属于疑似普瑞斯比鸟科的始新世标本。从腕骨滑车与窝的形状来看，此标本明显与特维鸟类似，进而支持了特维鸟属于普瑞斯比鸟科的分类鉴定。系统发育分析结果亦不尽相同：2023年的研究将特维鸟归入普瑞斯比鸟科，2025年的研究则将其归入扇尾类。

## 古环境
特维鸟模式产地为耐梅盖特组的格日勒察夫（英文：Guriliin Tsav，亦写作Gurilyn Tsav或Gurlin Tsav）地区。当地发现的其它恐龙包括暴龙科的特暴龙、似鸟龙科的似鸡龙、偷蛋龙科的三头鹰龙、鸭嘴龙科的栉龙、厚头龙科的倾头龙及反鸟亚纲的格日勒鸟。其它动物包括四川龟科的蒙古龟、翼龙目的神龙翼龙科及哺乳类的后兽下纲（格日勒察夫的颅骨）。